# العلاقات التركية المولدوفية
العلاقات التركية المولدوفية هي العلاقات الثنائية التي تجمع بين تركيا ومولدوفا.

## مقارنة بين البلدين
هذه مقارنة عامة ومرجعية للدولتين:
| وجه المقارنة                                              | تركيا         | مولدوفا                           |
| --------------------------------------------------------- | ------------- | --------------------------------- |
| المساحة (كم2)                                             | 783.56 ألف    | 33.85 ألف                         |
| عدد السكان (نسمة)                                         | 80.14 مليون   | 2.55 مليون                        |
| الكثافة السكانية (ن./كم²)                                 | 102.28        | 75.33                             |
| العاصمة                                                   | أنقرة         | كيشيناو                           |
| اللغة الرسمية                                             | اللغة التركية | اللغة المولدوفية، اللغة الرومانية |
| العملة                                                    | ليرة تركية    | ليو مولدوفي                       |
| الناتج المحلي الإجمالي (بليون دولار)                      | 851.10 مليار  | 8.13 مليار                        |
| الناتج المحلي الإجمالي (تعادل القوة الشرائية) بليون دولار | 1.57 تريليون  | 17.94 مليار                       |
| الناتج المحلي الإجمالي الاسمي للفرد دولار أمريكي          | 9.12 ألف      | 3.65 ألف                          |
| الناتج المحلي الإجمالي للفرد دولار أمريكي                 | 19.79 ألف     | 4.98 ألف                          |
| مؤشر التنمية البشرية                                      | 0.761         | 0.693                             |
| رمز المكالمات الدولي                                      | +90           | +373                              |
| رمز الإنترنت                                              | .tr           | .md                               |
| المنطقة الزمنية                                           | ت ع م+03:00   | ت ع م+02:00، ت ع م+03:00          |

## مدن متوأمة
في ما يلي قائمة باتفاقيات التوأمة بين مدن تركية ومولدوفية:
- ترتبط برغاما مع Orhei [الإنجليزية]‏ باتفاقية توأمة منذ 2001.[14][14][14][14]
- ترتبط أخيسار مع كيشيناو باتفاقية توأمة منذ 1988.
- ترتبط بورصة مع Ceadîr-Lunga [الإنجليزية]‏ باتفاقية توأمة منذ 1971.
- ترتبط إسبرطة مع کومرات باتفاقية توأمة.
- ترتبط أنقرة مع كيشيناو باتفاقية توأمة منذ 1990.
- ترتبط إزمير مع بالتسي باتفاقية توأمة منذ 1984.[15][15][15][15]

## منظمات دولية مشتركة
يشترك البلدان في عضوية مجموعة من المنظمات الدولية، منها:
| علم المنظمة | اسم المنظمة                               | تاريخ انضمام تركيا | تاريخ انضمام مولدوفا |
| ----------- | ----------------------------------------- | ------------------ | -------------------- |
|             | وكالة ضمان الاستثمار متعدد الأطراف        | 3 يونيو 1988       | 9 يونيو 1993         |
|             | الأمم المتحدة                             | 24 أكتوبر 1945     | 2 مارس 1992          |
|             | الفريق المعني برصد الأرض                  | ?                  | ?                    |
|             | منظمة حظر الأسلحة الكيميائية              | ?                  | ?                    |
|             | منظمة التجارة العالمية                    | 26 مارس 1995       | ?                    |
|             | منظمة الشرطة الجنائية الدولية             | ?                  | ?                    |
|             | منظمة الأمن والتعاون في أوروبا            | 25 يونيو 1973      | 30 يناير 1992        |
|             | مؤسسة التنمية الدولية                     | 22 ديسمبر 1960     | 14 يونيو 1994        |
|             | يونسكو                                    | 4 نوفمبر 1946      | 27 مايو 1992         |
|             | مجلس أوروبا                               | 9 أغسطس 1949       | ?                    |
|             | الاتحاد البريدي العالمي                   | ?                  | ?                    |
|             | البنك الدولي للإنشاء والتعمير             | 11 مارس 1947       | 12 أغسطس 1992        |
|             | منظمة التعاون الاقتصادي للبحر الأسود      | ?                  | ?                    |
|             | الاتحاد الدولي للاتصالات                  | 1866               | 20 أكتوبر 1992       |
|             | مؤسسة التمويل الدولية                     | 19 ديسمبر 1956     | 10 مارس 1995         |
|             | المنظمة الأوروبية لسلامة الملاحة الجوية   | 1989               | 2000                 |
|             | المركز الدولي لتسوية المنازعات الاستشارية | 2 أبريل 1989       | 4 يونيو 2011         |

## وصلات خارجية
- موقع وزارة الخارجية التركية
- موقع وزارة الخارجية المولدوفية